# Antonov A-40
Antonov A-40 KT (Krylja Tanka) byl projekt „létajícího tanku“ s namontovanými křídly a kormidly. Vznikl v Sovětském svazu v době druhé světové války.

## Vznik
Vzdušnou přepravou lehkého tanku se začal zabývat Oleg Antonov již roku 1941, kdy byl vznesen požadavek na jeho užití při vzdušně-výsadkových operacích. Závažnost rozhodnutí byla posílena po vzniku velkých partyzánských jednotek roku 1942, kdy je bylo nutno vybavit bojovou technikou. V dubnu roku 1942 byl ve městě Ťumeň sestrojen stroj, který se skládal z lehkého tanku T-60, pro který byla zkonstruována křídla, nosníky ocasních ploch a ocasní plochy.

## Popis konstrukce
Konstrukce A-40 byla dřevěná s plátěným potahem. Křídla byla postavena jako dvouplošník aby měla co nejmenší rozměry s dostatečnou nosnou plochou. Po celé délce odtokové hrany obou křídel byly štěrbinové vztlakové klapky a na koncích křidélka. Dva nosníky ocasních ploch byly zakončeny svislými plochami lichoběžníkového tvaru, na kterých ležela vrchní část dvouplošných vodorovných ocasních ploch a přesahovala je. Spodní část pak byla na úrovni nosníků. Tento hybrid byl tažen těžkým bombardérem Tupolev TB-3. V létě 1942 byla konstrukce dokončena. Mezi 7. srpnem a 2. září  roku 1942 probíhaly zkoušky, které prováděl mistr bezmotorového létání N. Anochin. Ten musel nejdříve projít výcvikem řidiče tanku. Při startu pomáhal tank při rozjezdu, při vyšší rychlosti řidič vypnul spojku a nechal se vléci. Po uvolnění vlečného lana řidič rozběhl motor na nejvyšší obrátky, aby se pásy při přistání pohybovaly co největší rychlostí. Při zkouškách se ukázalo, že výkon bombardéru je pro tažení „létajícího tanku“ nedostatečný. Kromě toho se vyskytly další problémy. Vhodným letounem k tažení se ukázal Petljakov Pe-8, ovšem těchto letounů mělo Sovětské letectvo nedostatek a navíc je užívalo k bombardování vzdálených cílů. Ze sériové výroby A 40 KT nakonec tedy sešlo.
S myšlenkou létajících tanků experimentoval ve 30. letech také americký konstruktér John Walter Christie.

## Specifikace (A-40)

Antonov A-40

Údaje dle

### Technické údaje
- Posádka: 2 osoby
- Rozpětí křídel: 18,00 m
- Délka kluzáku bez tanku: 12,06 m
- Výška: 3,00 m
- Nosná plocha: 85,80 m²
- Váha kluzáku: 2004 kg
- Vzletová hmotnost celku: 7804 kg
- Pohon tanku: GAZ-202 (70 hp) pro pohyb na zemi

### Výkony
- Rychlost: 160 km/h
- Přistávací rychlost: 110 km/h